# Koebos
Koebos is een natuurgebied in de Belgische gemeenten Bierbeek en Lubbeek. Het gebied is 27 hectare groot en is in beheer bij Natuurpunt. Het Koebos is Europees beschermd als onderdeel van Natura 2000-gebied 'Valleien van de Winge en de Motte met valleihellingen' (BE2400012).

## Beschrijving
Het natuurgebied is gelegen in de lange, smalle vallei van de Molenbeek waarin nog vele andere kleinere natuurgebieden liggen in de omgeving van het Koebos. De bodem in het gebied is kalkrijk wat zorgt voor een kenmerkende flora.

## Flora
Het gebied bestond oorspronkelijk uit eikenbos. In het gebied komen momenteel onder andere de verspreidbladig goudveil, oude eiken, enkele beuken, maretak, populier en reuzenpaardenstaart voor.